# Воден (Грчка)
Воден (грч. Έδεσσα, Едеса) је град и седиште истоимене општине и  округа Пела, на северозападу периферије Средишња Македонија у Грчкој.

## Име
Назив Едеса је вероватно фригијског,, мада поједини аутори тврде да би могао бити илирског порекла и значи „Кула у води”, док је словенски назив Воден изведен од речи вода.

## Положај
Град се налази у северном делу Македоније, у подножју планина ка Северној Македонији.

## Историја
Подручје града је насељено у античко доба. Данас су овде откривени остаци римског града на тада веома важном путу Игњација. У раздобљу 7. и 8. века, на овом подручју се насељавају Словени и јавља се насеље под именом Воден. Град је био и у оквиру Душановог царства током 14. века, да би 1390. године са остатком Македоније пао под власт Османлија.
По документу француског команданта генерала Мармона из 1807. године, у којем се извештава о ситуацији на Балкану (Турској), за Воден се каже само: „језик грчки и српски”.
Воден се почетком 20. века јавља као важно средиште производње свиле и то је остао и након што град постаје део савремене Грчке. После Грчко-турског рата, месно муслиманско становништво је исељено у Турску, а на њихово место су досељени Грци из Мале Азије.
Немци су спалили град 1944, што га је знатно уназадило, због чега је изгубио значај који више није повратио.

### Срби у Водену
Христо Сакалеровић је био први власник српске школе у Водену. Султан је марта 1897. године одобрио отварање српске школе у том месту. Отворене су заиста током априла две школе, са главним наставним језицима, турским и српским - у српској. Српску четвроразредну основну школу су чиниле мушка и женска. Било је те јесени уписано 107 ђака, а учитељски колектив су чинили управитељ, један учитељ и две учитељице. Августа 1899. године било је уписано 68 мушких и 30 женских ученика. Исти однос, али 20 према 10 био је и у забавишту. Поред четири разреда основне била су и два виша разреда грађанске школе. Управитељ српске школе тада је Милорад Ђукановић родом из Ваљева, поред њега у забавишту и првом разреду радила је његова супруга Василија Ђукановић (родом из Прилепа).
Остатак учитељског тела чинили су: Ванђел Икономовић, Милица Поповић (родом из Горњег Милановца), Јован Ђорђевић (из Криве Јениџе), Никола Антоновић - Самарџић и „мухамеданац” Зејнел бег Капетановић (родом из Бара у Црној Гори). Служба о празнику Савиндану изведена је 1899. године у митрополијској грчкој цркви у месту. Власник школе тада је био Стојан Марковић, највише је допринео прослави. Следеће 1900. године било је кадровских измена: нови управитељ је постао Рафаило Вукадиновић (родом из Дежева), а нови предавачи су били: Димитрије Хаџи Андоновић (из Водена, који је завршио Кутликову цртачку школу у Београду), управитељева супруга Софија Вукадиновић (Београђанка), затим Зорка Бркић (родом из Босне).
Када је 1902. године обављен упис у ту четвороразредну основну школу, а постоје и забавиште, те нижа дворазредна Грађанска школа. Уписано је 98 ученика укупно, а у сваком разреду ради посебно учитељ. Наставнички колектив у Грађанској школи чинили су тада: Стојан Дамјановић предавач и управитељ школе, затим стални учитељи Михаило Бјелић и Ф. Ђукић, а француски и турски језик предавали су Ванђел Икономовић и Зејнел бег Капетановић. За девојчице је организована и настава из предмета женски ручни рад.
Из Водена је Наста Петровић трговац у Београду и пренумерант једне српске књиге 1829. године.
Као претплатник једне српске књиге у Београду се јавља извесни Дијамандија Наумовић трговац родом из Водена.
За време Првог светског рата у месту је боравио извесно време стари српски краљ Петар I Карађорђевић. Он је дао 1.000 драхми да се купе свештеничке одежде и покрије православна црква Св. Јована.

## Становништво
Године 1903. по објављеној статистици у Водену је било укупно 11.070 становника, од којих има Словена 7.000, а Турака 4.000 душа, затим 30 Аромуна и 40 Рома. Код турског становништва је било Словена и Албанаца муслимана.  Године 1924. турско и друго муслиманско становништво је принудно исељено у Турску а на њихово место је насељено 4.801 грчких избеглица из Турске. На попису из 1940. године Воден је имао 12.377 становника, од тога је око 8.000 Словена.
У последња три пописа забележено је следеће кретање становништва:
| 1981.  | 1991.  | 2001.  | 2021.  |
| ------ | ------ | ------ | ------ |
| 16.642 | 17.659 | 18.253 | 17.168 |

## Галерија
- Воденска чаршија почетком 20. века
- Воден 1930. године
- Саборна црква у Водену
- Водопад реке Воде у Водену

## Познате личности
- Хрисант I Цариградски, цариградски патријарх
- Никола Живковић српски архитекта
- Глигорије Хаџи Ташковић, српски просветни радник и књижевник
- Петар Банђејевић, српски просветни и национални радник
- Мирка Гинова, грчка и македонска револуционарка и припадница НОФ